# Tocantinópolis
Tocantinópolis es un municipio brasileño del estado del Tocantins, situado en los márgenes del río que da nombre al estado.

## Geografía
Se localiza a una latitud 6°19′46″ S y a una longitud 47°24′59″ O, estando a una altitud de 134 metros. Su población estimada en 21.826 habitantes. Datos IBGE 2009.